# 金メダル男
『金メダル男』（きんメダルおとこ）は、2016年10月22日公開の日本映画。内村光良が監督・原作・脚本・主演を務め、監督としては3作目の作品となる。2011年に上演された内村の1人舞台『東京オリンピック生まれの男』を映画化したもので、映画初主演となる知念侑李が内村と二人一役を演じる。
原作となる内村執筆の小説は中央公論新社より2016年6月23日に発売された。
全国210スクリーンで公開され、2016年10月22日・23日の初日2日間で興収1億579万800円、動員8万3,682人を記録し、国内映画ランキング（興行通信社調べ）で初登場第5位、ぴあ初日満足度ランキング（ぴあ映画生活調べ）では第3位となった。

## 小説
読売新聞夕刊にて2016年4月から6月まで連載され、単行本が中央公論新社より発売。挿絵はイラストレーターの五月女ケイ子。内村にとって小説の執筆は『アキオが走る』以来20年振りとなる。
- 金メダル男（中央公論新社〈中公文庫〉、2016年6月23日、ISBN 978-4-12-206263-4）

## ストーリー
1964年、東京オリンピックが開催された年に長野県塩尻市に生まれた秋田泉一は、小学生の時に運動会の徒競走で一等賞に輝いたことがきっかけで、一番になることの幸福感にとりつかれる。それ以来、ありとあらゆるジャンルで一等賞を獲り始めるが、中学に入ってからはすっかり一等賞から見放されてしまう。
1980年、高校に入学するも学業でも部活でも不甲斐なく、高校2年の時「ザ・トップテン」で流れたアイドル・北条頼子のパフォーマンスに触発された泉一はあらゆる表現を行う「表現部」を立ち上げ中庭で詩や絵画などを行い、学園祭では一人舞台「坂本龍馬 その生と死」を成功させ多くの部員を集める。高校3年となり後輩の女子部員と懇意になろうとするも振られ、テレビで見た原宿や渋谷の光景に憧れ「東京で一番になる」との目標を立て卒業後上京し寿司職人に弟子入りする。
1983年、上京後は寿司職人として出世することに目をくれず全日本仮装大賞、アメリカ横断ウルトラクイズ、ジャニーズ事務所に応募するも不合格が続き自堕落な生活に陥る。1986年、ぼったくりバーに騙されベンチで寝込み起きた公園で出会った劇団「和洋折衷」に誘われ入団。その後女性団員と肉体関係を持つも恋愛禁止の規則のために再度失恋した。
1989年、泉一は和洋折衷の看板役者となるも団長の村田に迫られて逃げ翌日劇団は解散。ベルリンの壁崩壊を報じる新聞に載った海外旅行の広告を見た泉一は「世界で一番になる」と決意しアルバイトで資金を貯めて1991年から世界各地へ出向くも自転車世界一周は自転車盗難、アラスカでの北極点単独徒歩到達は靴擦れ、イタリアやインドでの大食い大会は短時間でダウンし失敗。またインドでは日本の旅人である有吉弘行と知らぬ間にすれ違い、1999年にはスクーター世界一周で訪れたタイで交通事故に遭い複雑骨折を負った。
2003年、38歳となりリハビリの末に手こぎボートで太平洋横断に挑戦し嵐に見舞われ遭難するも、中学時代に編み出した無呼吸泳法で浮上に成功し無人島に漂着。これまで一等賞を取るべく挑戦したあらゆる技を駆使して7ヶ月間の遭難生活を乗り切り、奇跡の生還劇で一躍世間の注目の的となった。しかし教養の少ない泉一は徐々に世間から飽きられ、講演数が減る中移動中の新幹線でマネージャーの亀谷頼子が高校時代に励まされた北条頼子だと気づき、懇願の末に頼子と結婚に至った。
2005年、泉一と頼子は夫婦で一等賞を目指して不眠不休ダンス大会や漫才日本一大会に挑戦するも失敗。2006年には頼子が妊娠し泉一は就職を決意し両親と同じデパートの販売員となり、2007年2月6日に息子が生まれ一つのことを究める思いを込めて「究一」と命名した。
2010年、泉一は広告入れ替えの為垂れ幕を下ろそうと高所作業をしていると墜落しそうになり垂れ幕を引っ張りながら着地に成功、これを見た支店長が目を付けアクロバットショーを企画し再度注目を浴びるも、やがて飽きられて2011年正月のショーで背中を打って入院。デパートに戻るもかつて表現部の後輩だったミュージカル俳優の星川優馬がPRショーに訪れ人気を集める中で解雇される。3月11日、失意で寝込む中究一が渡した折り紙で出来た「がんばったで賞」の金メダルに励まされる。
2012年、48歳で写真店に転職すると自分でも写真を撮るようになった。2014年、50歳となり母の交通事故の見舞のため塩尻に帰郷すると友人の竹岡と再会し自分がもう若くないと悟る。泉一が撮った写真を妻頼子が無断でコンクールに出展したところ、泉一の両親を題材とした写真がグランプリを獲得しそれを機に泉一はプロのカメラマンとして成功を収め個展を開く程となった。
2016年、泉一は飽き足らずまだ経験のなかったゴルフで2020年東京オリンピックでの金メダルを目指し特訓に励む。そのきっかけは半年前に究一が取った徒競争での一等賞だった。

## キャスト
秋田泉一
演 - 大西利空（コドモ）/知念侑李（青年期）/内村光良（壮年期）
本作の主人公。1964年9月21日生まれ、塩尻市立塩尻南小学校・塩尻市立第二中学校・長野県立塩尻高校卒業。ヒーローごっこで敵役に回るような平凡な子供時代を送っていたが、1973年・小学3年生の運動会で徒競走の金メダルを取ったことをきっかけに一番を取る幸福感に目覚め、生涯を通じて一番を目指しあらゆることに挑戦する。小学生時代は「塩尻の神童」、中学時代は「塩尻の金メダル男」や剣道部での小手一本の戦法から「小手男爵」の異名を取った。名前の「泉」は温泉から取られ、友達は少なくチームプレイが苦手。
北条頼子/亀谷頼子/秋田頼子
演 -  清野菜名（北条頼子）/木村多江（亀谷/秋田頼子）
1981年にアイドル「北条頼子」として「私のサンクチュアリ」を歌唱。その後2003年からは太平洋での遭難から生還した泉一とマネージャーとして仕事相手になり北条頼子だった事に気づいた泉一に懇願され結婚。以降夫婦で一等賞を目指しつつ、2007年に一人息子をもうける。アイドル時代は「私のサンクチュアリ」以降ヒットがなく「若気の至り」として良く思っていないが泉一との結婚後も当時の衣装を持ち続け忘れられない模様。酒には弱く酔うとくだをまいて昔話をする。
村田俊太郎/ムラギノール・シュン
演 - ムロツヨシ
東京の小劇団「和洋折衷」の代表。日本と西洋の芸術を融合させた舞台を目指す。ゲイな性格で泉一に迫るも振られ翌日ニューヨークへ行きブロードウェイを目指すとして劇団を解散。その後2013年時点ではオネエタレント「ムラギノール・シュン」として「ヒルナンデス!」に出演していた。
横井みどり
演 - 土屋太鳳
高校表現部の後輩女子部員。泉一と二人で鳥をテーマとした創作ダンスに挑みキスをされ、翌日退部届を出し引き止められるも大声を出し振り切った。2013年に地元に出戻り、2014年に泉一が帰郷した前の月に突然死した。
秋田留一
演 - 平泉成
泉一の父。デパートの販売員を務め、同僚の房江と結婚する。自分探しの旅へ何度も出かけており妻の房江に度々咎められる。
秋田房江
演 - 宮崎美子
泉一の母。デパートでの同僚である秋田留一と慰安旅行で訪れた白骨温泉で意気投合して合体し後の泉一を身ごもる。泉一が絵画コンクールで金賞を取った作品「お母さん」の題材にもなったが、それは真剣に離婚を考えて頭を抱える姿だった。その後1989年には世界旅行を決めた泉一からの電話に「あんたには何かある、思った通りに生きなさい」とアドバイスをかけ、2014年には交通事故に遭い入院。
難波寅太
演 - 笑福亭鶴瓶
東京の寿司店「江戸前寿司なんば」の店主。関西弁を話し、弟子入りした泉一には一つのことを全うすべきと感じている。泉一が遭難から生還後に寿司店に訪れた際には「これからやで」と声を掛けた。
黒木よう子
演 - 上白石萌歌
中学水泳部の先輩女子部員。無呼吸泳法にこだわっていた泉一が肉体を見たさに息継ぎをさせるきっかけとなった。
間宮凛子
演 - 大友花恋
中学剣道部の女子部員。「小手男爵」と言われた泉一と対戦しいい匂いで悩殺させた。
竹岡啓二
演 - ささの友間/温水洋一（オトナになった竹岡君）
泉一の高校時代の友人。映画館「東座」にスター・ウォーズを見に行ったのを目撃した話をきっかけに友人となり一緒に映画を見る間柄となる。泉一をバスケットボール部に誘いチームメイトとするもチームプレイの苦手な泉一に嫌悪感を抱くが、上京時には塩尻駅のホームまで見送りに行った。その後教師としてバスケットボール部顧問を務め泉一の活躍に勇気をもらい、2014年に母の見舞いで帰郷した泉一と東座の前で再会し喫茶店で雑談をした。
三村孝二/星川優馬
演 - 加藤諒（三村孝二）/高嶋政宏（星川優馬）
泉一が立ち上げた「表現部」の後輩部員で、泉一の引退で2代目部長となる。2011年時点ではミュージカル界の貴公子の異名を持つ人気俳優「星川優馬」として泉一の勤めるデパートで家電セールのPRステージを行い泉一と再会するも、表現部の頃を「馬鹿みたい」と一蹴した。阿久澤支店長とは親戚関係。
橋本めぐみ
演 - 山崎紘菜
上京後に自堕落な生活を送っていた泉一の前に現れた女性。泉一の手相を見た後、占いの続きと騙してぼったくりバーへと連れ込んだ。
篠宮亜紀
演 - 森川葵
小劇団「和洋折衷」の先輩女性団員。泉一と恋愛関係になり1987年の舞台「ちょんまげガンマン」終了後に酒の勢いで肉体関係を持つも、恋愛禁止の規則のために関係を絶ち和洋折衷を去った。
阿久澤支店長
演 - 手塚とおる
泉一の勤めるデパートの上司。高所作業でのトラブルを見てパフォーマンスショーを企画し泉一を再度注目させた。

### その他キャスト
- 川原先生 - 大泉洋[8]
- 田崎先生 - 音尾琢真[8]
- 高校の校長先生 - 竹中直人[8]
- 中野先生 - 田中直樹[8]
- 佐野先生 - 長澤まさみ[8]
- 長澤真佐樹 - 柄本時生[8]
- クイズ番組の司会者 - ユースケ・サンタマリア[8]
- 同僚・沼田- マキタスポーツ[8]
- 泉一の高校の同級生 - 夢みるアドレセンス[11]

『真相報道 バンキシャ!』
- 福澤朗

『ヒルナンデス!』
- 南原清隆
- 水卜麻美（日本テレビアナウンサー）
- 有吉弘行
- 久本雅美
- 河北麻友子
- 井本貴史（ライセンス）
- 藤原一裕（ライセンス）

『ザ・トップテン』
- 堺正章
- 榊原郁恵

『進め!電波少年』
- 有吉弘行（放送当時、猿岩石）

『24時間テレビ32「愛は地球を救う」』
- イモトアヤコ

『アメリカ横断ウルトラクイズ』
- 福留功男

写真での出演
- 松井秀喜
- 北島康介

その他（日本テレビアナウンサー）
- 桝太一
- 小熊美香
- 藤井貴彦

## スタッフ
- 監督・原作・脚本：内村光良
- 製作：村田嘉邦、岩田天植、棚木秀夫、中山良夫、松田陽三、高木ジム、藪下維也、柴垣邦夫
- エグゼクティブプロデューサー：松本整、田村正裕
- プロデューサー：細谷まどか、富田裕隆、星野恵、澤岳司
- 協力プロデューサー：横田崇、末延靖章
- ブレーン：内村宏幸、古立善之
- 音楽：林祐介、リエ&パーティーモンスター、内村光良
- 主題歌：桑田佳祐「君への手紙」（タイシタレーベル / SPEEDSTAR RECORDS）[12]
- 音楽プロデューサー：和田亨
- ラインプロデューサー：原田耕治
- 撮影 : 神田創
- 照明 : 丸山和志
- 美術 : 岩本浩典
- CGプロデューサー：鈴木伸広
- VFXスーパーバイザー：前川英章
- 制作担当：土田守洋
- 配給：ショウゲート
- 制作プロダクション：博報堂DYミュージック&ピクチャーズ、デジタル・フロンティア
- 製作：「金メダル男」製作委員会（博報堂DYミュージック&ピクチャーズ、博報堂DYメディアパートナーズ、マセキ芸能社、プロジェクトユー、日本テレビ放送網、読売新聞社、NBCユニバーサル・エンターテイメントジャパン、読売テレビ放送、中京テレビ放送）

## 製作
舞台『東京オリンピック生まれの男』を当初から映画にしたいと考えていた内村は、前作の映画『ボクたちの交換日記』（2013年3月23日）公開翌日に『金メダル男』の初稿脚本を書き上げる。
2014年に翌年秋の撮影を決定し準備を開始。内村と二人一役となる若い頃の秋田泉一役に、番組の現場で「親子に見える」と言われたことがある知念侑李の起用が決まる。左利きの知念は右利きの練習をして、作中のテニスや卓球、箸を持った姿などが自然に右利きで演じられるまでになった。
2015年9月に映画の製作発表がされ、同年10月7日にクランクイン。長野県塩尻市や沖縄などでロケーションを行い、12月5日にクランクアップした。
2016年3月に公開日が10月22日に決定し、7月には主題歌を桑田佳祐が担当することが発表された。桑田がソロ名義として映画の楽曲を提供するのは8年ぶりであり、親交のある内村からの直筆の手紙を添えたオファーに応え、主題歌『君への手紙』を書き下ろした。
2016年9月13日、東京・有楽町朝日ホールにて完成披露試写会を開催。

## 備考
- 10月9日の『世界の果てまでイッテQ!』2時間SPにおいて、内村が大車輪にチャレンジした企画の時は、土屋が応援ゲストとして出演した。
- 映画とのコラボ企画で公開直前の10月17日から21日までの5日間、『ZIP!』にて内村と知念の撮り下ろしコント5編が放送された[17]。
- 番宣も兼ねて内村が『1億人の大質問!?笑ってコラえて!』に出演。所ジョージと20年ぶりの共演を果たした[18]。
- 映画の中で『ヒルナンデス!』の場面が登場することから、同番組とのコラボ企画が実現。公開直前の10月17日から21日までの5日間、キャストが日替わりでゲスト出演。最終日の21日は内村が出演し、南原清隆とのウッチャンナンチャンのコンビによる共演（2016年初共演）を果たした[19]。

## 舞台
内村光良の一人舞台『東京オリンピック生まれの男』は、東京・サンシャイン劇場にて2011年7月7日から10日にわたって全5回上演された。当初は3月の予定だったが、東日本大震災の影響により延期された。
作・出演は内村光良、演出は飯山直樹、ブレーンとして内村宏幸と｢世界の果てまでイッテQ！｣のプロデューサーである古立善之が参加。
内村が自身と同じ"東京オリンピック生まれの男"秋田泉一を演じ、様々な芸を実演していく約2時間の舞台は内村の集大成と評されている。DVD化などはされていないが、WOWOWにて何度か放送されている。

## タイアップ
- スポーツ庁
  - スポーツ庁とスポーツの価値の認知向上を目的として、映画キャストの内村、知念が起用されたポスターを2016年9月に全国553カ所の学校に配布[22]。

## 関連商品
- 映画「金メダル男」サウンドトラック（2016年9月16日、配信限定）[23]

林祐介・御供信弘（リエ&パーティーモンスター）によるオリジナルBGMの他内村が作詞作曲したボーカル曲やBGMとして用いられたクラシック楽曲や各時代のヒット曲のインストゥルメンタルを収録。またサウンドトラック未収録の既存曲としてはクラシック曲ではスッペ「軽騎兵」・エルガー「威風堂々」、ヒット曲では「こんにちは赤ちゃん」「大都会」が用いられた。
収録曲
1. クシコスポスト
2. 金メダル男のテーマ
3. 金メダル男への道～快進撃
4. 勝手にしやがれ
5. ジ・エンターテイナー
6. 目覚め
7. 金メダル男への道～挫折
8. 仲間たち
9. レギュラー争い
10. さよならの向う側
11. 私のサンクチュアリ（作詞・作曲：内村光良、歌：北条頼子（清野菜名））
12. 金メダル男への道～表現部
13. ペールギュント
14. 金メダル男への道～絶頂
15. 夢の途中～セーラー服と機関銃〜
16. ファーストキス
17. ため息
18. 上京
19. 塩尻は遙か遠く
20. 和洋折衷ダンス
21. RUNNER
22. 世界へ
23. Tomorrow never knows
24. 美しき青きドナウ
25. 頼子のテーマ
26. 結婚しよう！
27. 不眠不休ダンス
28. 金メダル男への道～幸福
29. ヒーロー
30. 天国と地獄 ミュージカル（作詞：内村光良 歌：星川優馬（高嶋政宏） スタッフロールでは「春の感謝祭」）
31. がんばったで賞
32. 恋するフォーチュンクッキー
33. 哀しみと喜びと
34. 再びの金メダル

## テレビ放送
- 2019年1月6日 1:30 - 3:45（JST）に日本テレビで地上波初放送された。

## 公開直前スペシャル

### 放送日時
- 2016年10月20日 0:59 - 25:29（JST）日本テレビ

### 出演者
- 内村光良
- 知念侑李
- ムロツヨシ
- 出川哲朗

### 進行
- 小熊美香（日本テレビアナウンサー)

### スタッフ
- 企画・演出：古立善之（日本テレビ)
- ナレーター：立木文彦
- TM：山本聡一
- SW：三井隆裕
- カメラ：中村佳央
- 音声：白水英国
- 調整：中村裕介
- VTR：三崎美貴
- 美術プロデューサー：稲本浩
- デザイン：北村春美
- 美術協力：日テレアート
- 照明：宮田千尋
- 大道具：関上拓磨
- 電飾：伊藤伸朗
- メイク：塩山千明
- 編集：行木忍（オムニバス・ジャパン）
- MA：小川るみ
- 音効：保苅智子、大井加奈子
- 技術協力：NiTRo（旧：日テレ映像センター）
- 編集協力：東京オフラインセンター
- ロケ技術：極東電視台
- TK：山沢啓子
- 制作デスク：難波亜矢
- 協力：「金メダル男」製作委員会
- アシスタントディレクター：北條学、中野静香
- ディレクター：鶴巻昌宏、中野栞里
- 演出：佐藤稔久
- プロデューサー：横田崇、藤﨑一成 / 円城寺剛、中附智貴
- チーフプロデューサー：道坂忠久
- 制作協力：極東電視台
- 製作著作：日本テレビ